# Manuel Sánchez Ayuso
Manuel Sánchez Ayuso (Múrcia, 18 d'agost de 1941 - València, 8 de novembre de 1982) va ser un economista i polític valencià.

## Biografia
Era llicenciat en Dret per la Universitat de València i doctorat en Ciències Econòmiques a la Universitat de Madrid.
En matèria política, fou un actiu opositor al franquisme. Va estar integrat en la Junta Democràtica d'Espanya i va ser membre del Partido Socialista Popular d'Enrique Tierno Galván, formació amb la qual va concórrer a les eleccions generals espanyoles de 1977 obtenint un dels escons per la província de València al Congrés dels Diputats. Fou President de la Comissió d'Obres Públiques i Urbanisme del Congrés dels Diputats. Fou també un dels promotors del corrent Izquierda Socialista, ala esquerrana del PSOE, junt amb Luis Gómez Llorente, Francisco Bustelo i Pablo Castellano.
Formà part del Consell del País Valencià, va ser Conseller de Sanitat i Seguretat Social. Després de la fusió del PSP i el Partit Socialista Obrer Espanyol, es va presentar amb aquesta formació a les eleccions de 1979, i fou escollit novament diputat, i també a les eleccions de 1982 que van donar el govern al PSOE, encara que va morir abans de recollir la seva acta de diputat.
Com a economista, destacà de forma excel·lent amb una formació molt completa (doctor en Ciències Econòmiques i llicenciat en dret). Va treballar per al Banc d'Espanya, fou col·laborador extern de l'Organització per a la Cooperació i el Desenvolupament Econòmic i membre de la Comissió encarregada de la creació de la Borsa de València. Va ser catedràtic de Política Econòmica de la Universitat de València i degà de la seva Facultat d'Econòmiques.